# Апшеронски рејон
Апшеронски рејон (азер. Abşeron rayonu), једна је од 78 административно-територијалних јединица Азербејџана. Налази се у пределу истоименог Апшеронског региона. Административни центар рејона се налази у граду Хирдалан. 
Апшеронски рејон обухвата површину од 1.360 km² и има 192.900 становника (подаци из 2011). 
Административно, рејон се даље дели у 15 мању општину.